# 大義覚迷録
『大義覚迷録』（たいぎかくめいろく）は、清朝第5代皇帝である雍正帝の時代にまとめられた取り調べの一記録。満洲人が樹立した清朝の正統性を主張する上で用いられた。雍正8年（1730年）に出版されている。

## 狙い
清朝は、満洲人によって建てられた王朝であった。そのため、清朝の統治に対して中国の伝統的な華夷思想（中華思想）からの反発があった。歴代皇帝は、こうした動きに対しては強圧策で臨んだが、それだけでは圧倒的大多数を占める漢民族主体の中国大陸を長期にわたって統治することは困難であり、実力の誇示だけではなく清朝の正統性を論証する必要に迫られていた。『大義覚迷録』は、こうした中で世に示されたものである。

## 成立の経緯
1728年（雍正6年）、中華思想に立脚して反清・反女真的な思想を広め、四川総督岳鍾琪に清朝打倒をそそのかしたとして曾静という学者が逮捕された。一般的にこうした罪状は死罪、そのなかでも最も残虐な処刑（凌遅刑）がなされる類のものであるが、このとき曾静は死罪をまぬがれた。その代わり、官吏の取り調べのなかで自らの思想的な誤りを認め、清朝の正統性に目覚めるように仕向けられた。この際のやりとりが大義覚迷録である。すなわち雍正帝の「大いなる義」によって、清朝が正統な王朝ではないという「迷い」を「覚まさせる」記録ということになり、国家権力による押しつけの形をとらず、清に対する批判を行った人物を許し、徳を通じて改心させたのちに告白させるという形式をとっている。このことで、民衆に対しては、清朝こそ儒教の教えにかなった王道と徳治主義を志向する王朝であるという主張について説得力を増そうとする狙いがうかがえる。

## 内容
中国とは「華」と（地理的・種族的な意味での）「夷」を含んでいると主張した。そして、有徳で礼節を知り、民衆の生活を安んじることができる人物であれば、たとえ漢民族でない「夷」の出身であったとしても、中華文明を担う皇帝にふさわしいとする考え方を示した。その例として、いにしえの名君として知られる「東夷」の人であった舜や、「西夷」の人であった周の文王を挙げている。雍正帝は、孟子の「舜は諸馮に生まれて負夏に移り、鳴條で亡くなった東夷の人である。文王は岐周に生まれ、畢郢に死した西夷の人だ。距離の離れること千余里、時代にして後れること千年あまりだが、志を立てて中国で実行したことは割り符を合わせたように一致している。先の聖人も後の聖人も、みな軌を一にしているのである」という言葉をなぞりつつ、「本朝が満州の出であるのは、中国人に原籍があるようなものだ。舜は東夷の人だったし、文王は西夷の人だったが、その聖徳は何ら損なわれてはいない」「徳のあるものだけが天下の君になれるのだ」と強調し、満洲人が中国王朝の帝位につくことの正統性を論証したのである。

## その後
雍正帝の後を継いだ乾隆帝は、ジュンガル部・回部を平定して清朝の版図を最大とした。このことは、『大義覚迷録』で示されている中華世界を具現化したともいえる。しかし、乾隆帝は即位直後の雍正13年（1735年）に曾静への罪状をあらためて問うて凌遅刑に処し、『大義覚迷録』も禁書とした。その理由については明らかではない。